# Sutton-on-the-Forest
Sutton-on-the-Forest est un village et une paroisse civile du Yorkshire du Nord, en Angleterre.